# دونگا کروشویتسا
دونگا کروشویتسا (به صربی: Donja Kruševica) یک منطقهٔ مسکونی در صربستان است که در گولوباک واقع شده‌است. دونگا کروشویتسا ۳۵۰ نفر جمعیت دارد.